# Île du Petit Gaou
L'Île du Petit Gaou est une île française du Var. Elle appartient administrativement à Six-Fours-les-Plages.

## Présentation
Faisant partie de l'archipel des Embiez, une passerelle la relie à l'île du Grand Gaou, et elle est elle-même reliée à la côte par une autre passerelle.
La Vénus du Gaou, œuvre du sculpteur Robert Forrer, inaugurée en 1961, est dressée sur le plus haut point de l'île.
De 1997 à 2015, s'y est tenu le festival de musiques actuelles, de renommée internationale : Les Voix du Gaou.

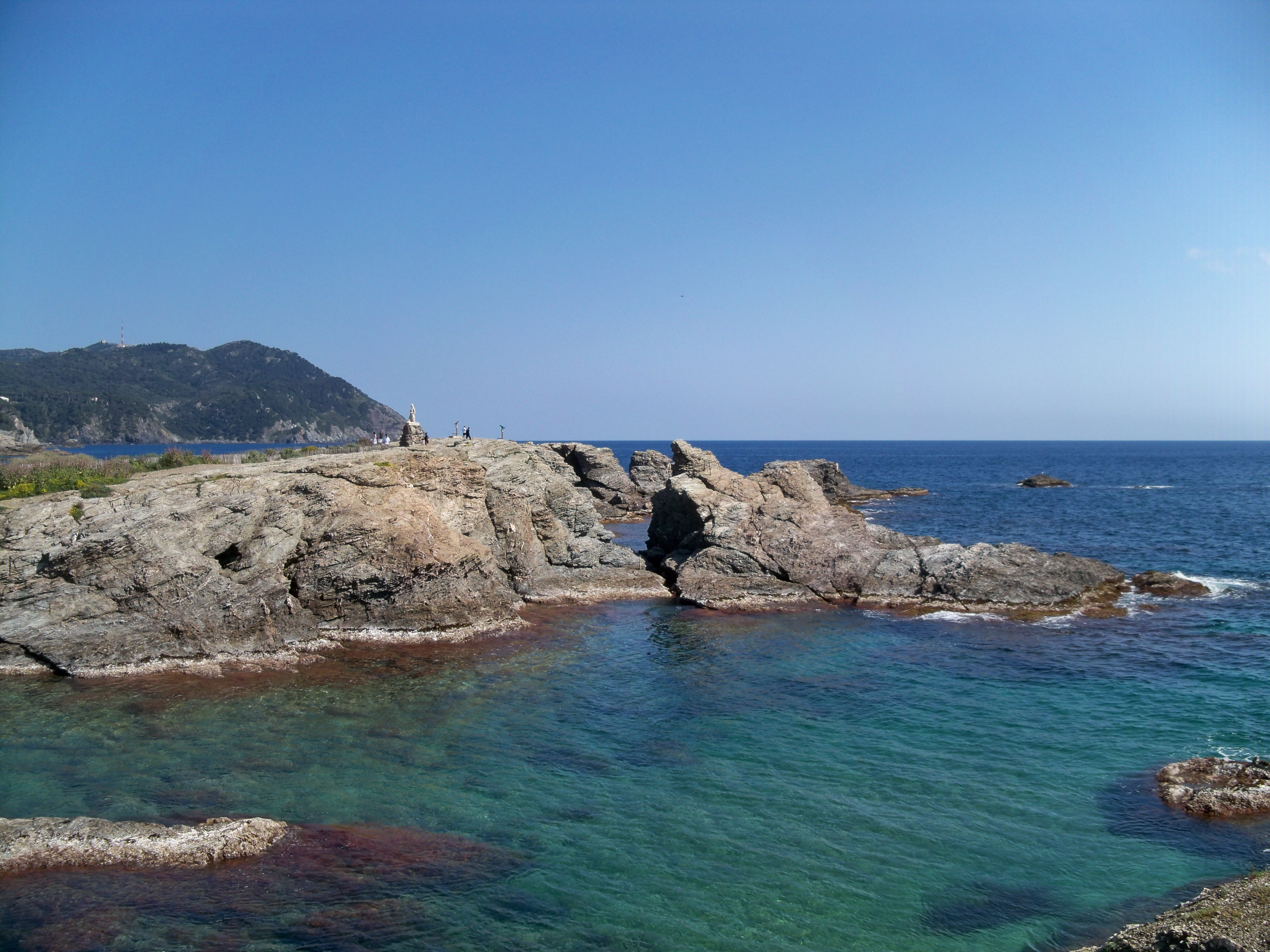
Pointe du petit Gaou

## Événement et cinéma
- 1937 : L'Étrange Monsieur Victor de Jean Grémillon, avec Raimu, Madeleine Renaud et Viviane Romance ;

- 2020 : Draculi & Gandolfi de Guillaume Sanjorge, avec l'ile du Gaou en décors de fond[3].